# Don Juan Archiv Wien
Das Don Juan Archiv Wien ist eine private österreichische Forschungsinstitution, gegründet von Hans Ernst Weidinger, die sich der Geschichte des Don-Juan-Stoffes bis zu Lorenzo Da Pontes und W. A. Mozarts Don Giovanni, sowie der Rezeption dieser Oper widmet. Es besteht seit 1987 und ist seit 2007 öffentlich zugänglich.

## Gründung, Träger
Das Archiv ist Teil der Hollitzer Firmengruppe, der auch der Verlag Hollitzer angehört. In diesem Verlag werden alle Publikationen des Archivs, die Forschungsberichte und die Zusammenfassungen der Symposien publiziert. Gründer des Archivs ist der Theaterhistoriker Hans Ernst Weidinger, der 2002 Teile seiner Forschungsergebnisse in Form einer 16-bändigen Dissertation unter dem Titel Il Dissoluto Punito. Untersuchungen zur äußeren und inneren Entstehungsgeschichte von Lorenzo da Pontes und Wolfgang Amadeus Mozarts Don Giovanni präsentierte. 
Gründungsdirektor des Archivs war der Theaterwissenschaftler Michael Hüttler (bis 2011). Seither wird das Archiv von Matthias J. Pernerstorfer geleitet.